# ВК Шпандау 04
Шпандау 04 је немачки спортски клуб из Берлина. Познат највише по својој ватерполо и пливачкој секцији.
Вишеструки је немачки првак, а окитио се и титулама првака Европе. Најјачи је био крајем 1980-их. Клуб тренутно тренира српски стручњак Небојша Новоселац. Иако је клуб из Берлина, до 1990. је играо у такмичењима Западне Немачке, јер је Шпандау, део града у западном делу Берлина, био део Британске окупационе зоне.

## Успеси
- Национално првенство Немачке (39)

1979, 1980, 1981, 1982, 1983, 1984, 1985, 1986, 1987, 1988, 1989, 1990, 1991, 1992, 1994, 1995, 1996, 1997, 1998, 1999, 2000, 2001, 2002, 2003, 2004, 2005, 2007, 2008, 2009, 2010, 2011, 2012, 2014, 2015, 2016, 2017, 2019, 2023, 2024.
- Куп Немачке (33)

1979, 1980, 1981, 1982, 1983, 1984, 1985, 1986, 1987, 1990, 1991, 1992, 1994, 1995, 1996, 1997, 1999, 2000, 2001, 2002, 2004, 2005, 2006, 2007, 2008, 2009, 2011, 2012, 2014, 2015, 2016, 2020, 2024.
- Суперкуп Немачке (17)

1979, 1980, 1981, 1982, 1983, 1984, 1985, 1997, 1999, 2001, 2002, 2003, 2014, 2015, 2016, 2021, 2022.

### Међународни
- Лига шампиона (Куп шампиона/Евролига) (4)

1983, 1986, 1987, 1989.
- Суперкуп Европе (2)

1986, 1987.